# Такома
Тако̀ма (на английски: Tacoma, [təˈkoʊmə]) е град в щата Вашингтон, САЩ. Такома е с население от 195 898 жители (2005), което го прави 3-тия по население град в щата и е с обща площ от 162,20 км² (62,60 мили²). Такома се намира на 51 км (31 мили) на юг от Сиатъл на полуостров и на 50 км (31 мили) на североизток от столицата Олимпия.

## Известни личности
Родени в Такома
- Джери Кантрел (р. 1966), музикант
- Кимбърли Кейн (р. 1983), порнографска актриса
- Лин Лъмей (р. 1961), порнографска актриса
- Бинг Кросби (1903-1977), музикант
- Фелиша (р. 1972), порнографска актриса
- Майкъл Харт (1947-2011), основател на Проекта Гутенберг
- Франк Хърбърт (1920-1986), писател

Починали в Такома
- Пит Ловли (1926-2011), пилот от Формула 1

## Побратимени градове
- Владивосток, Русия